# Wilhelm Tophinke
Wilhelm Tophinke (* 28. September 1892 in Clarholz; † 24. Mai 1961 in Brühl) war ein deutscher Bildhauer.

## Leben
Wilhelm Tophinke wurde am 28. September 1892 in Clarholz (heute: Herzebrock-Clarholz im Kreis Gütersloh) als drittes von sechs Kindern des Bauern Franz Tophinke und seiner Frau Maria Anna Menke geboren.
Nach dem Abschluss der Volksschule erhielt er seine Ausbildung in den Kunstwerkstätten des Wiedenbrücker Bildhauers Heinrich Hartmann. Danach vervollständigte er seine Kenntnisse in Erkelenz und Kleve. Nach dem Ersten Weltkrieg studierte er an der Akademie für bildende Künste in München, unter anderem bei Bernhard Bleeker; er ließ sich danach in Koblenz nieder. 1928 heiratete er Genoveva „Eva“ Montermann, die ihm mit ihrem Gemüsehandel über Existenzschwierigkeiten hinweghalf.
Im Zweiten Weltkrieg wurde seine Wohnung zerstört, und er kehrte mit seiner Frau in den Heimatort Clarholz zurück. 1945 ließ sich Wilhelm Tophinke auf Einladung des Landeskonservators in Brühl nieder.
Mit dem Kölner Dombaumeister Willy Weyres verband ihn eine enge Freundschaft. Wilhelm Tophinke starb am 24. Mai 1961 in Brühl und ist auf dem dortigen Friedhof begraben.

## Werke
- Grabdenkmäler und Kreuz auf dem Friedhof in Clarholz
- Kreuz auf dem Domherrenfriedhof in Köln
- Hochkreuz, Kreuzweg und Statue des Pfarrpatrons in St. Karl Borromäus in Köln-Sülz
- Marienfigur, Marienkrönung und bronzener Kreuzweg in St. Mariä Himmelfahrt in Köln-Holweide
- Madonna, St. Johann Baptist Köln-Höhenhaus
- Kapelle – Holzstatue des Hl. Hubertus in Birresdorf[1]
- Kreuzweg in der Pfarrkirche Stromberg
- Marienbrunnen auf dem Marktplatz in Oelde
- Kreuzweg in der Weltfriedenskirche in Hiroshima / Japan
- Altarkreuz und Kreuzweg der Kath. Kirche St. Kilian, Wiesbaden
- Pieta in der Birkhofkapelle, Brühl-Badorf. 1952 vom katholischen Männerwerk im Dekanat Brühl gestiftet
- Zwei liegende Löwenfiguren am südlichen Zirkelbau des Koblenzer Schlosses, 1936
- Statue des heiligen Antonius von Padua in der Pfarrkirche St. Antonius in Koblenz-Lützel
- Statue des heiligen Menas in der Pfarrkirche St. Menas in Koblenz-Stolzenfels, 1940
- Votivfigur „Christus“ aus Anlass der glücklichen Heimkehr der Bewohner der Stadt Saarlouis aus der ersten Evakuierung (1939–1940) im Zweiten Weltkrieg in der Pfarrkirche St. Ludwig[2]
- Pietà aus zweihundertjährigem alten Eichenholz, das einem im Zweiten Weltkrieg zerstörten Rodener Wohnhaus entnommen wurde, in der Kirche Maria Himmelfahrt (Roden)
- Erneuerung von 8 zerstörten Wappen an dem Marmorepitaph der Elisabeth von Schwarzenberg in der Wallfahrtskirche Zur schmerzhaften Mutter Gottes in Bödingen von 1599